# Rince-doigts

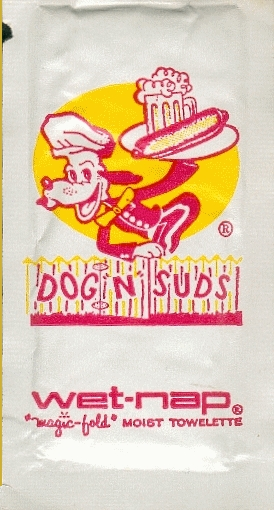

Le rince-doigts est un petit récipient contenant de l'eau parfumée ou quelques rondelles de citron dans lequel les convives plongent leurs doigts pour les nettoyer. Il est fréquemment remplacé au XXIe siècle par des lingettes jetables parfumées emballées individuellement.

## Histoire
Dans tout le proche-Orient ancien, lors des banquets, il est d'usage de manger avec les trois doigts que constituent le pouce, l'index et le majeur. Le rituel de lavage des mains est codifié, et des esclaves apportent de l'eau parfumée avant le repas et des rince-doigts pour se livrer à ces ablutions. A Rome, Hors les repas pris avec une cuillère (soupe), les aliments étaient saisis avec les doigts et portés à la bouche. Des serviteurs se tenaient à disposition pour présenter de petites coupelles remplies d'eau parfumée et une serviette pour essuyer les doigts[réf. nécessaire].
En France, les rince-doigts font tardivement leur apparition, et n'existent pas encore sous Napoléon III alors qu'ils sont déjà connus des Britanniques.
Leur présence à table reste prescrite aux XXe siècle et XXIe siècle par les guides de savoir-vivre, dès lors que la nature des aliments proposés en rend l'usage nécessaire : asperges, crustacés par exemple,. 
Aujourd'hui, une « lingette rince-doigts », ou simplement « rince-doigts », est une petite serviette de papier ou de textile humide se présentant presque toujours pliée et enveloppée dans une pochette en aluminium plastifié étanche, de quelques centimètres.
Ces lingettes servent à nettoyer ou désinfecter. Les lingettes nettoyantes sont humectées d'un produit aqueux et parfumé, là où les serviettes destinées à désinfecter contiennent de l'alcool (éthanol).
Elles sont couramment mises à disposition des clients au restaurant, à bord des compagnies aériennes, dans les casinos, ou se retrouvent chez des professionnels de la santé comme les médecins. À table, les rince-doigts ont leur place à côté des couverts.
Le rince-doigts lingette, conditionné en principe à l'unité, dans une feuille d'aluminium de six à neuf micromètres, est à usage unique et personnel. Il fait l'objet de collections…